# Bashkaus Valles
Bashkaus Valles es una formación geológica de tipo vallis (valle) en la superficie de Marte, localizada con el sistema de coordenadas planetocéntricas a -23.51° latitud N y 358.17° longitud E, que mide 246.93 km de diámetro. El nombre fue aprobado por la Unión Astronómica Internacional el 25 de junio de 2013 y hace referencia a una de las características de albedo en Marte y que toma el nombre del río Bashkaus en Rusia.